# Alex Contreras
Alex Alonso Contreras Miranda (Chimbote, 10 de febrero de 1982) es un ingeniero economista y profesor peruano. Fue ministro de Economía y Finanzas del Perú, entre diciembre de 2022 y febrero de 2024; en el gobierno de Dina Boluarte.

## Biografía
Alex Alonso nació el 10 de febrero de 1982, en el distrito peruano de Chimbote. Hijo de Alonso Contreras Aranda y Carmen Ofelia Miranda Casas. Vivió su infancia y adolescencia (1984-1999) en Tarma, para luego migrar a Lima.
Realizó su formación primaria (1988-1993) en la Escuela Estatal 30706 San Ramón, y la secundaria (1994-1998) en el Colegio Nacional San Ramón de Tarma.
Tras realizar estudios en la Universidad Nacional de Ingeniería (1999-2010), obtuvo el título de bachiller en Ingeniería económica. Tiene una maestría de Artes en Política Económica, por la Williams College de Estados Unidos (2013).

### Trayectoria laboral
Fue especialista en asuntos monetarios (2007), en política monetaria (2008-2013); especialista sénior en Modelos Macroeconómicos (2013-2014). Se desempeñó como jefe del Proyecto de Mejora de Estadísticas Monetarias (2014).
También fue jefe del Departamento de Indicadores de Actividad Económica (2014-2016) y del Departamento de Estadísticas Monetarias (2016-2019); desempeñando todos sus anteriores cargo en el Banco Central de Reserva del Perú.
Se desempeñó como titular de la Dirección General de Política Macroeconómica y Descentralización Fiscal del Ministerio de Economía y Finanzas, entre enero de 2019 y agosto de 2021.
En agosto de 2021, fue nombrado viceministro de Economía del Ministerio de Economía y Finanzas. Presentó su renuncia al cargo, cuando fue nombrado ministro de Estado, siendo recién aceptada el 12 de diciembre de 2022.

### Trayectoria académica
Ha sido profesor del curso de Política Económica y Economía Monetaria en la Universidad Nacional de Ingeniería. También ha sido docente en la Universidad de Piura, la Universidad de San Martín de Porres, la Universidad Peruana de Ciencias Aplicadas, la Pontificia Universidad Católica del Perú y la Universidad de Ciencia y Tecnología (UTEC) en materias como econometría, macroeconometría, macroeconomía avanzada, economía financiera y teoría monetaria.
Así mismo, ha publicado diversos artículos en revistas nacionales y extranjeras sobre política monetaria, sistema financiero, regulación bancaria y el sector real de la economía.

### Ministro de Estado
El 10 de diciembre de 2022, fue nombrado y posesionado por la presidenta Dina Boluarte, como ministro de Economía y Finanzas del Perú.
Mantuvo este cargo hasta el 13 de febrero de 2024, cuando la presidenta Boluarte hizo una recomposición de su gabinete.